# 1882
1882 (MDCCCLXXXII) var ett normalår som började en söndag i den gregorianska kalendern och ett normalår som började en fredag i den julianska kalendern.

## Händelser

### Januari
- 20 januari – En ny svensk folkskolestadga fastställer "skolåldern" i Sverige till 7-14 år, 6-årig skolplikt, 8-månaders lästid och avgångsprövning.[1]

### Februari

Jumbo elefant.

- 3 februari – P. T. Barnum köper elefanten Jumbo.

### Mars
- 4 mars – August Palm grundar den första socialdemokratiska tidningen i Sverige, Folkviljan, i Malmö.[2]
- 6 mars – Furstendömet Serbien blir Kungariket Serbien.[3]
- 27 mars – Efter att Utskänkningsbolaget länge har hindrat Brännvinskungen L.O. Smith att sälja sitt brännvin i Stockholm utfärdar denne en krigsförklaring mot bolaget, enligt annons i flera tidningar. Därmed har det andra brännvinskriget utbrutit. Smith har inte tillåtelse att sälja sitt brännvin inom Stockholms stadsgränser, men säljer det från strax utanför istället.

### Maj
- 21 maj – Den första tävlingen i sporten gång i Sverige avgörs i Stockholm.

### Juni
- 11 juni – Urabirevolten bryter ut i Egypten mot Khediven och europeiskt inflytande.
- 28 juni – Anglo-franska konventionen reglerar gränserna mellan Franska Guinea och Sierra Leone.
- 14–18 juli – USA skickar soldater till Egypten för att skydda amerikanska intressen under stridigheter mellan britter och egyptier samt arabers plundring av Alexandria.[4]

### Augusti
- 3 augusti – USA:s kongress antar 1882 års invandringslag.

### September
- 13 september – Under det anglo-egyptiska kriget ockuperar brittiska soldater Kairo och Egypten ställs under brittiskt beskydd.

### Oktober
- 7 oktober – Nordiska samfundet mot plågsamma djurförsök (numera Förbundet djurens rätt) bildas.
- 31 oktober – Det andra brännvinskriget avslutas, då Smith inte får förnyat försäljningstillstånd av Lidingö kommun.

### December

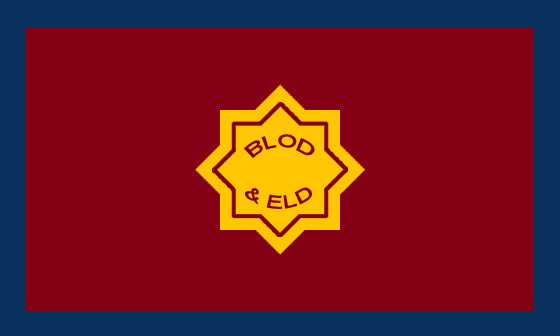
Frälsningsarmén kommer till Sverige.

- 5 december – Idrottsföreningen Gefle Sportklubb grundas i Gävle. Redan en och en halv månad senare (i januari 1883) byter den namn till det nuvarande namnet Gefle IF.
- 28 december – Frälsningsarmén införs i Sverige av Hanna Ouchterlony och håller sitt första möte.

### Okänt datum
- August Palm publicerar det första socialdemokratiska programmet i Sverige.
- Universitetshuset i Lund står färdigt.
- Föreningen Verdandi, en radikal studentförening, som skall värna tanke- och yttrandefriheten, grundas i Uppsala av Karl Staaff.
- Kulturhistoriska museet, Kulturen, i Lund grundas av Georg J:son Karlin. Det dröjer dock tio år innan det öppnas som friluftsmuseum.
- Svenska likbränningsföreningen bildas och erbjuder kremering utanför Sverige, eftersom Svenska kyrkan inte tillåter likbränning.
- Sveriges riksdag beslutar att en järnväg skall byggas från malmfälten i Norrbotten till Viktoriahamn (nuvarande Narvik).[5]
- Jonas Wenström provkör sin patenterade dynamomaskin i Örebro kvarn.

## Födda

### Första kvartalet

#### Januari
- 5 januari – Clyde Tingley, amerikansk demokratisk politiker.
- 8 januari – David Milne, kanadensisk målare.
- 10 januari – Josua Bengtson, svensk skådespelare.
- 15 januari – Margareta av Storbritannien och Irland, kronprinsessa av Sverige, gift med Gustaf VI Adolf.
- 18 januari – A. A. Milne, engelsk författare, Nalle Puh.
- 24 januari
  - Sigfrid Siwertz, svensk författare och ledamot av Svenska Akademien 1932–1970.
  - Herman Engström, svensk gjutare och socialdemokratisk politiker.
  - Anders Hansson i Trollhättan, svensk handlare, ombudsman och politiker (socialdemokrat).
- 25 januari – Virginia Woolf, brittisk författare.
- 30 januari – Franklin D. Roosevelt, amerikansk politiker, USA:s president 1933–1945.
- 31 januari
  - Richard Lindström, svensk skådespelare och manusförfattare.
  - Anna Pavlova, rysk ballerina.

#### Februari
- 2 februari
  - James Joyce, irländsk författare.
  - Andreas av Grekland och Danmark.
- 5 februari – John C.B. Ehringhaus, amerikansk demokratisk politiker, guvernör i North Carolina 1933–1937.
- 15 februari
  - John Barrymore, amerikansk skådespelare.
  - Signe Lundberg-Settergren, svensk skådespelare.
- 25 februari – Ludvig Nordström, svensk författare och journalist.

#### Mars
- 3 mars – Charles Ponzi, italiensk-amerikansk svindlare.
- 20 mars – René Coty, fransk politiker, Frankrikes president 1954–1959.
- 22 mars – O. Max Gardner, amerikansk politiker.
- 23 mars – Emmy Noether, tysk matematiker.

### Andra kvartalet

#### April
- 4 april – Albin Lindahl, svensk skådespelare, sångare och teaterekonom.
- 5 april – Jerzy Świrski, polsk militär.
- 11 april – Ragnar Ring, svensk regissör, manusförfattare och romanförfattare.
- 13 april – Bertil Brusewitz, svensk skådespelare.
- 17 april
  - Robert Morrison MacIver, skotsk sociolog.
  - Artur Schnabel, österrikisk pianist.
- 18 april – August Falck, svensk skådespelare.
- 24 april – Lord Hugh Dowding, brittisk officer, vice flygmarskalk, ledare av brittiska flygvapnets Fighter Command (jaktplansstyrkor under Slaget om Storbritannien).
- 29 april – Auguste Herbin, fransk målare.

#### Maj
- 1 maj – Oscar Åberg, svensk skådespelare och inspicient.
- 4 maj – Sylvia Pankhurst, brittisk politiker, kvinnorättskämpe.
- 13 maj – Georges Braque, fransk konstnär, kubist
- 16 maj – Elin Wägner, svensk författare, journalist och feminist, ledamot av Svenska Akademien 1944–1949.
- 26 maj – Frank Emerson, amerikansk republikansk politiker, guvernör i Wyoming 1927–1931.
- 27 maj – Gösta Bagge, svensk nationalekonom och politiker.

#### Juni
- 4 juni – John Bauer, svensk konstnär.
- 7 juni – Johannes Lindblom, teolog.
- 8 juni – Oscar Tropp, svensk dansare, manusförfattare och koreograf.
- 14 juni – Ion Antonescu, rumänsk militär och politiker.
- 15 juni – Morgan Foster Larson, amerikansk republikansk politiker, guvernör i New Jersey 1929–1932.
- 17 juni – Igor Stravinskij, rysk tonsättare.
- 29 juni – Franz Seldte, tysk nazistisk politiker.

### Tredje kvartalet

#### Juli
- 4 juli – Kurt von Schleicher, tysk militär och politiker.
- 22 juli – Edward Hopper, amerikansk målare.
- 26 juli – Dixie Bibb Graves, amerikansk demokratisk politiker, senator 1937–1938.
- 26 juli –  Marguerite Mongenast-Servais, kvinnorättsaktivist i Luxemburg.

#### Augusti
- 6 augusti – Ernst Eklund, svensk teaterchef, skådespelare och regissör.
- 11 augusti – Rodolfo Graziani, italiensk general.
- 14 augusti – Elin Brandell, svensk författare och journalist.
- 16 augusti – Christian Mortensen, äldsta nordiska personen någonsin.
- 25 augusti – Seán T. O'Kelly, Irlands president 1945–1959.
- 27 augusti – Samuel Goldwyn, amerikansk filmproducent.

#### September
- 1 september – Gunnar Bohman, svensk författare, kompositör och lutsångare.
- 12 september – George L. Berry, amerikansk fackföreningsledare och demokratisk politiker.
- 22 september – Wilhelm Keitel, tysk generalfältmarskalk.
- 26 september – Robert Johnson, svensk skådespelare.
- 30 september – Hans Geiger, tysk fysiker.

### Fjärde kvartalet

#### Oktober
- 14 oktober – Éamon de Valera, Irlands president 1959–1973.
- 17 oktober – Johannes Pettersson, svensk stationsförman och socialdemokratisk riksdagspolitiker.
- 19 oktober – Umberto Boccioni, italiensk futurist, målare och skulptör.
- 20 oktober – Bela Lugosi, ungersk skådespelare.
- 24 oktober – Emmerich Kálmán, ungersk kompositör.
- 30 oktober – Günther von Kluge, tysk generalfältmarskalk.

#### November
- 11 november – Gustaf VI Adolf, kung av Sverige 1950–1973.
- 18 november – Jacques Maritain, fransk filosof.

#### December
- 14 december – Jullan Jonsson, svensk skådespelare.
- 15 december – Jean Claesson, svensk skådespelare och kabaretsångare.
- 18 december – Sven Lindström, svensk musikrecensent, sångare och opera- och operettöversättare.
- 21 december – Tom Terral, amerikansk demokratisk politiker, guvernör i Arkansas 1925–1927.

### Okänt datum
- Sediqeh Dowlatabadi, iransk journalist, politisk aktivist och feminist.

## Avlidna

### Första kvartalet

#### Januari
- 2 januari – Alfred Dehodencq, 59, fransk konstnär.
- 3 januari
  - William Harrison Ainsworth, 76, brittisk författare.
  - Clement Claiborne Clay, 65, amerikansk politiker.
- 10 januari – Anna Elisabeth Hartwick, 85, svensk konsthantverkare.
- 17 januari – Carlo Piaggia, 55, italiensk upptäcktsresande.
- 20 januari – John Linnell, 89, brittisk målare.
- 22 januari – Katharina Diez, 73, tysk författare.
- 24 januari – August Tavaststjerna, 60, finländsk kompositör, sångare och tjänsteman.
- 27 januari – Thomas Edward Cliffe Leslie, 56, irländsk nationalekonom.
- 28 januari – Niklas Westring, 84, svensk zoolog.

#### Februari
- 8 februari – Berthold Auerbach, 69, tysk författare.
- 11 februari – Gustav Schmidt, 65, tysk kompositör.
- 12 februari – Francesco Hayez, 91, italiensk konstnär.
- 26 februari – Moritz Daniel Oppenheim, 82, tysk konstnär.

#### Mars
- 1 mars – Theodor Kullak, 63, tysk musiker.
- 19 mars – Hampus Dalström, 52, finländsk arkitekt.
- 31 mars – Henri Lehmann, 67, tysk-fransk målare.

### Andra kvartalet

#### April
- 3 april – Jesse James, 34, amerikansk bandit (mördad).
- 10 april – Dante Gabriel Rossetti, 53, brittisk målare och poet.
- 19 april – Charles Darwin, 73, brittisk naturforskare.
- 27 april – Ferdinand Reich, 83, tysk bergsingenjör och kemist, professor.

#### Maj
- 14 maj – John Gross Barnard, 66, amerikansk ingenjörofficer.
- 17 maj – François Chabas, 65, fransk egyptolog.
- 24 maj – Charlotta Falkman, 87, finländsk författare.

#### Juni
- 2 juni – Giuseppe Garibaldi, 74, italiensk frihetskämpe och nationalist.
- 15 juni – William Dennison, 66, amerikansk politiker.

### Tredje kvartalet

#### Juli
- 13 juli – Johnny Ringo, 32, amerikansk revolverman.
- 16 juli – Mary Todd Lincoln, 63, amerikansk presidentfru.

#### Augusti
- 12 augusti – Antti Rannanjärvi, 54, finländsk knivjunkare.
- 13 augusti – William Stanley Jevons, 46, brittisk nationalekonom och filosof.
- 26 augusti – Orazio Antinori, 70, italiensk naturforskare.

#### September
- 8 september – Joseph Liouville, 73, fransk matematiker.
- 14 september – Georges Leclanché, 42, fransk ingenjör.

### Fjärde kvartalet

#### Oktober
- 13 oktober – Arthur de Gobineau, 66, fransk historiefilosof.
- 23 oktober – Johannes Theodor Reinhardt, 65, dansk zoolog.
- 29 oktober – Gustav Nottebohm, 64, tysk musikvetare.

#### November
- 14 november – Billy Claiborne, 22, amerikansk brottsling, deltagare i revolverstriden vid O.K. Corral.
- 26 november – Otto Theodor von Manteuffel, 77, preussisk friherre och statsman.

#### December
- 6 december – Louis Blanc, 71, fransk politiker och historiker.
- 12 december – Wilhelm von Hanno, 55, tysk-norsk arkitekt.
- 16 december – Godlove Stein Orth, 65, amerikansk politiker och diplomat, kongressledamot 1863–1871, 1873–1875 och 1879–1882.
- 27 december - Giovanni Losi italiensk präst och missionär.
- 31 december – Léon Gambetta, 44, fransk statsman.

### Fotnoter
1. ↑  ”Skolans historia, Sverige   (UTF-8)”. http://www.hhogman.se/skolhistoria.htm.
2. ↑  ”Varför inte Palm”. Arkiverad från originalet den 8 december 2007. https://web.archive.org/web/20071208163323/http://hem.bredband.net/marxforum/uppsats/0006.htm.
3. ↑  ”World Statesmen”. Arkiverad från originalet den 4 januari 2013. https://web.archive.org/web/20130104141237/http://www.worldstatesmen.org/Yugoslavia.html.
4. ↑  ”USA:s militära insatser i utlandet 1798-2004”. Arkiverad från originalet den 12 oktober 2011. https://www.webcitation.org/62NCLaa95?url=http://www.history.navy.mil/library/online/forces.htm.
5. ↑  ”Emigrationen till Nordamerika” ( PDF). Luleå Tekniska Universitetet. https://www.diva-portal.org/smash/get/diva2:1029000/FULLTEXT01.pdf.